# Jõelähtme jõgi
Jõelähtme jõgi är ett vattendrag i landskapet Harjumaa i Estland. Det är 46 km långt och är ett västligt vänsterbiflöde till Jägala jõgi som mynnar i Finska viken.
Källan ligger vid byn Rasivere i Anija kommun. Den sammanflödar med Jägala jõgi vid byn Jägala-Joa i Jõelähtme kommun. Den rinner i huvudsak i nordlig riktning och passerar bland annat småköpingen Raasiku i Raasiku kommun samt småköpingen Kostivere och kyrkbyn Jõelähtme, båda i Jõelähtme kommun. 